# Laurențiu Manole
Laurențiu Manole (sinh ngày 7 tháng 1 năm 1997) là một cầu thủ bóng đá người România hiện tại thi đấu cho Gaz Metan Mediaș theo dạng cho mượn từ Dinamo Bucureşti.
Manole sinh ra ở Bucharest và thi đấu bóng đá trẻ cùng với Dinamo Bucureşti, giành chức vô địch Juniori B youth league năm 2014, trước khi bắt đầu sự nghiệp chuyên nghiệp cùng đội một của câu lạc bộ.
Vào ngày 24 tháng 9 năm 2015, anh ra mắt cho đội một Dinamo ở vòng 6 Cúp bóng đá România trong chiến thắng 2-3 trên sân khách trước Dacia Unirea Brăila, trước khi được cho mượn dài hạn đến FC Braşov vào tháng 2 năm 2016.

## Thống kê sự nghiệp
Tính đến trận đấu diễn ra ngày 23 tháng 3 năm 2017
| Câu lạc bộ          | Mùa giải            | Giải vô địch        | Giải vô địch | Giải vô địch | Cúp Quốc gia | Cúp Quốc gia | Cúp Liên đoàn | Cúp Liên đoàn | Châu Âu | Châu Âu   | Khác    | Khác      | Tổng cộng | Tổng cộng |
| Câu lạc bộ          | Mùa giải            | Hạng đấu            | Số trận      | Bàn thắng    | Số trận      | Bàn thắng    | Số trận       | Bàn thắng     | Số trận | Bàn thắng | Số trận | Bàn thắng | Số trận   | Bàn thắng |
| ------------------- | ------------------- | ------------------- | ------------ | ------------ | ------------ | ------------ | ------------- | ------------- | ------- | --------- | ------- | --------- | --------- | --------- |
| Dinamo București    | 2015-16             | Liga I              | 0            | 0            | 1            | 0            | 0             | 0             | –       | –         | –       | –         | 1         | 0         |
| Dinamo București    | Tổng cộng           | Tổng cộng           | 0            | 0            | 0            | 0            | 0             | 0             | 0       | 0         | 0       | 0         | 1         | 0         |
| Brașov (mượn)       | 2015-16             | Liga II             | 17           | 2            | 0            | 0            | –             | –             | –       | –         | –       | –         | 17        | 2         |
| Brașov (mượn)       | 2016-17             | Liga II             | 18           | 7            | 0            | 0            | –             | –             | –       | –         | –       | –         | 18        | 7         |
| Brașov (mượn)       | Tổng cộng           | Tổng cộng           | 35           | 9            | 0            | 0            | 0             | 0             | 0       | 0         | 0       | 0         | 35        | 9         |
| Sepsi OSK (mượn)    | 2016-17             | Liga II             | 4            | 0            | 0            | 0            | 0             | 0             | –       | –         | –       | –         | 4         | 0         |
| Sepsi OSK (mượn)    | Tổng cộng           | Tổng cộng           | 4            | 0            | 0            | 0            | 0             | 0             | 0       | 0         | 0       | 0         | 4         | 0         |
| Tổng cộng sự nghiệp | Tổng cộng sự nghiệp | Tổng cộng sự nghiệp | 39           | 9            | 1            | 0            | 0             | 0             | 0       | 0         | 0       | 0         | 40        | 9         |